# DB Mobility Logistics
DB Mobility Logistics AG (DB ML AG) är det tidigare Stinnes AG och är ett dotterbolag till Deutsche Bahn. Här samlas Deutsche Bahns verksamheter inom logistik (DB Schenker), däribland persontransporterna. Företaget skapades 2007 som en del av privatiseringen av Deutsche Bahn.